# Силы специальных операций Республики Казахстан

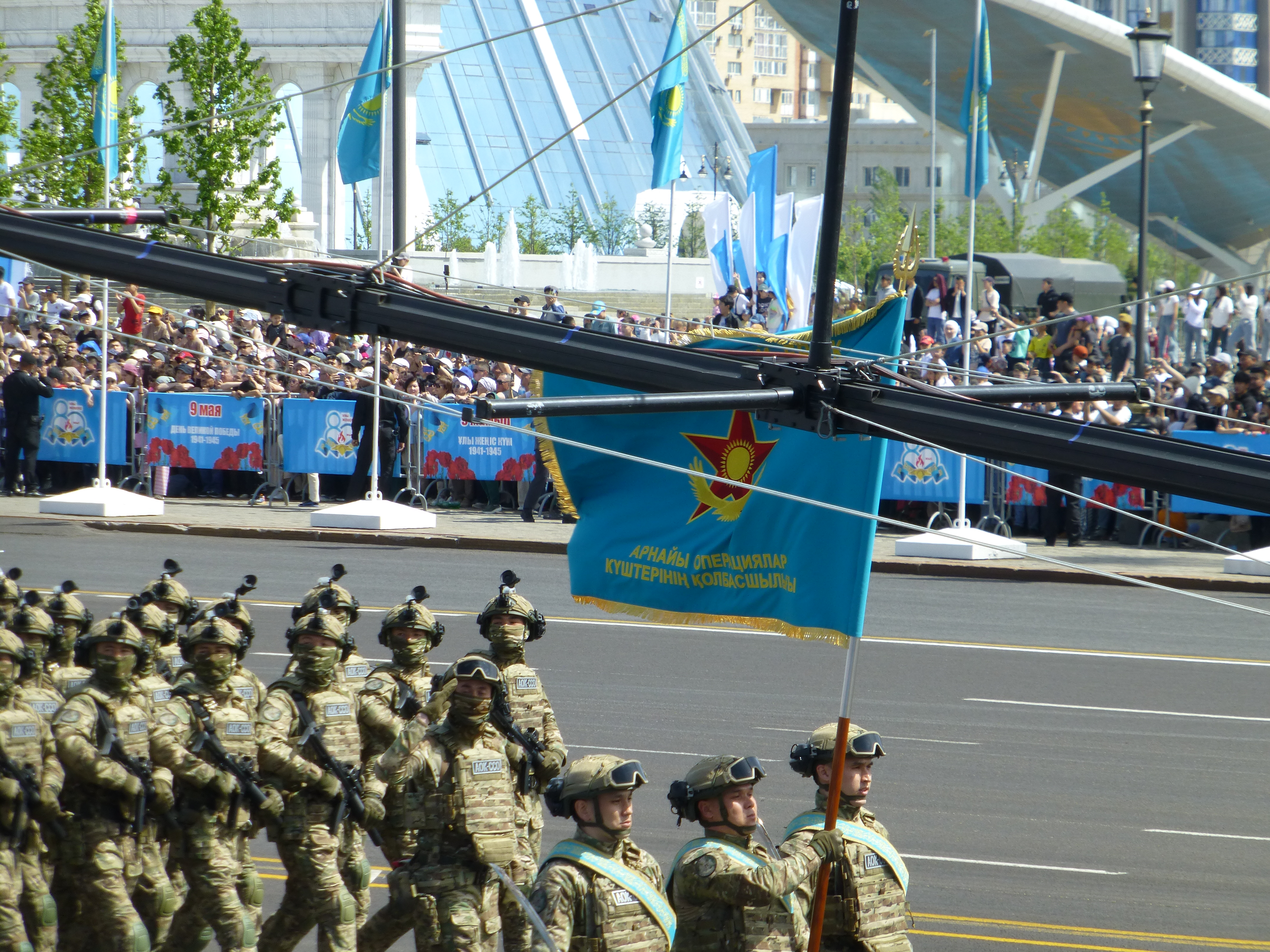
Боевое знамя Командования Сил специальных операций Вооружённых сил Республики Казахстан.
Астана. 7 мая 2025 года

Силы специальных операций (ССО) Вооруженных сил Республики Казахстан (каз. Қазақстан Республикасы Қарулы Күштерінің арнайы операциялар күштері) — структурное формирование армейского спецназа Вооруженных сил Республики Казахстана.  

## История

### Советское наследие
После распада Советского Союза, и последовавшего раздела Вооружённых сил СССР, Казахстану досталась только одна воинская часть специальной разведки, ранее подчинённая Главному разведывательному управлению Генерального штаба ВС СССР. Это была 164-я отдельная рота специального назначения (в/ч 71170) 40-й общевойсковой армии (до июня 1991 года — 32-я общевойсковая армия) Туркестанского военного округа, дислоцированная в городе Капчагай Алматинской области Казахской ССР. В свою очередь  164-я отдельная рота специального назначения была сформирована в конце 1980-х годов, на базе упраздённого кадрированного 546-го отдельного учебного полка специального назначения (также в/ч 71170). Данный 546-й полк был сформирован в марте 1985 года, под командованием Керимбаева Бориса, в бывшем военном городке 22-й отдельной бригады специального назначения Среднеазиатского военного округа, которая убыла в Афганистан в рамках организации комплекса мероприятий приграничная зона «Завеса». 

### Развитие армейского спецназа в казахстанской армии
По существу в созданных 7 мая 1992 года Вооружённых силах Республики Казахстан, 164-я отдельная рота специального назначения оказалась единственным формированием специальной разведки (армейский спецназ). До 2000 года 164-я рота дислоцировалась в Капчагае, а после была передислоцирована в северную часть Алма-Аты, поблизости от Военного института Сухопутных войск.

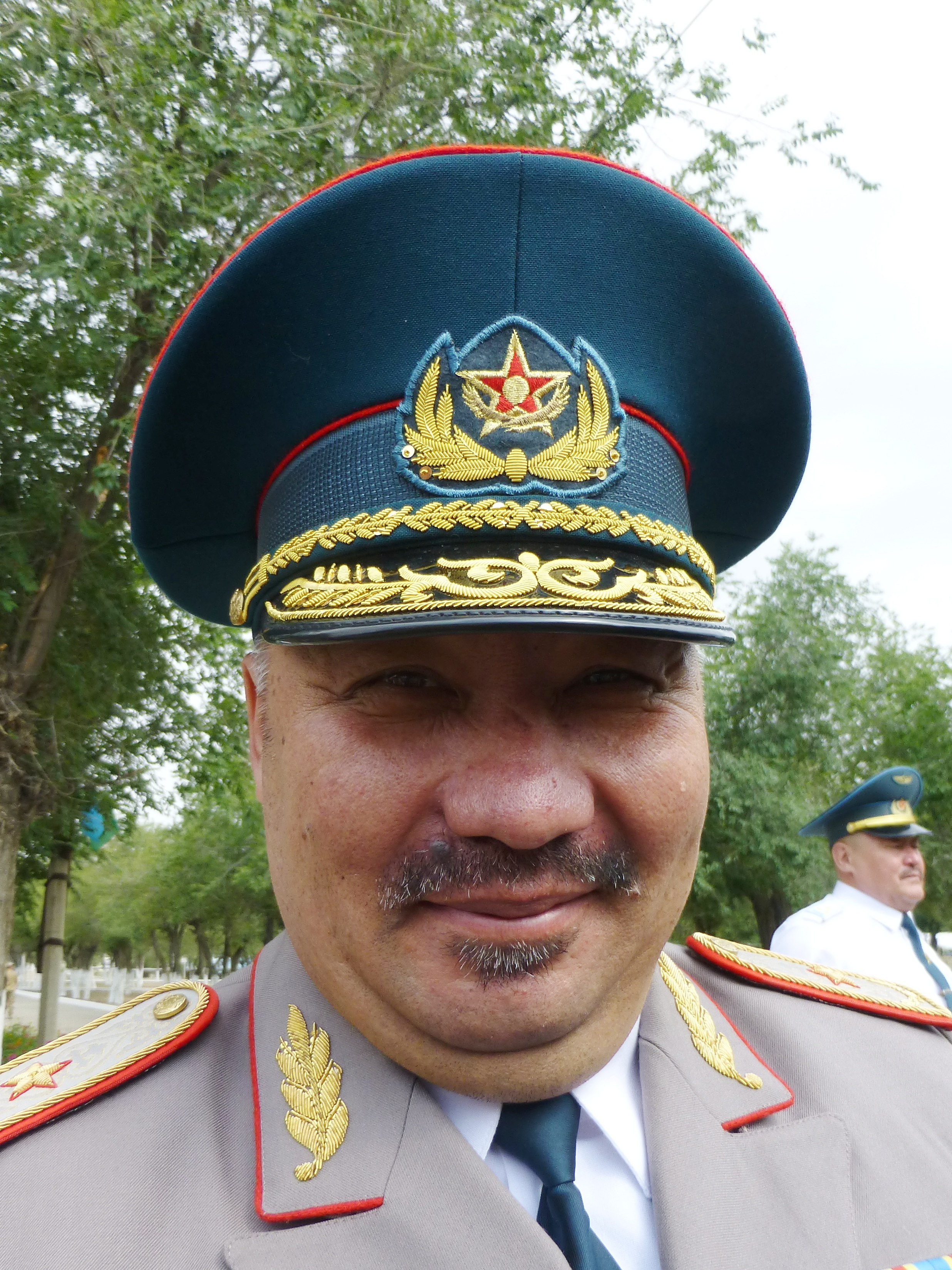
генерал-майор Журабаев Болат Жархумбаевич — первый командующий Силами специальных операций ВС РК (2015-2023)

19 августа 1999 года в Астане было создано Главное разведывательное управление ВС РК (войсковая часть 14776). 
6 июля 2000 года в ВС РК для управления Сухопутными войсками, были созданы 4 военных округа (Центральный, Восточный, Западный и Южный), которые 7 мая 2003 года были переименованы в региональные командования («Астана», «Восток», «Запад» и «Юг»). По планам военного руководства, в каждом из региональных командований предполагалось создание воинских частей специальной разведки (армейского спецназа). Первоначально все они получили действительное наименование «N-ий отдельный отряд специального назначения». К 2005 году были созданы следующие части:
- Региональное командование «Астана» — в/ч 22750, посёлок Актас, Карагандинская область;
- Региональное командование «Восток» — в/ч 44736, г. Семей, Абайская область (на 2005 год — Восточно-Казахстанская область);
- Региональное командование «Запад» — в/ч 41433, г. Атырау, Атырауская область;
- Региональное командование «Юг» — в/ч 32356, г. Алматы.

В 2013 году все отдельные отряды специального назначения были развёрнуты в разведывательные полки специального назначения, основу которых составляют два батальона — разведывательный батальон и батальон связи.
Не позднее 2015 года был создан Центр специальных операций, который в 2021 году был переформирован в Департамент сил специальных операций Генерального штаба Вооруженных сил Казахстана.
24 апреля 2017 года, министр обороны Казахстана генерал-полковник Сакен Жасузаков заявил в ходе «правительственного часа» о создании группировки специальных операций:

Создана группировка специальных операций. Это касается и подразделения спецназа, это киберподразделение и созданного у нас информационного противодействия.
Созданы разведывательные полки специального назначения. То есть, всё, как в обычной армии, которые готовятся к ведению современных гибридных военных действий— Министр обороны Республики Казахстан Жасузаков Сакен. 24 апреля 2017 года
Указом от 19 января 2022 года №779 Президент Казахстана Касым-Жомарта Токаева, был создан орган управления Силами специальных операций — Командование Сил специальных операций Вооруженных Сил Республики Казахстан.
Созданное командование предназначено для общего управления силами специальных операций, которые начали создаваться в 2013 году, и о создании которых было объявлено в 2017 году. Командование Сил специальных операций (ССО) предназначено решать задачи в рамках обеспечения обороноспособности и военной безопасности Казахстана, включая участие в антитеррористических операциях и противодействии незаконным вооруженным формированиям.
С созданием Командования ССО, под его управление были переданы созданные в 2013 году разведывательные полки специального назначения, которые были выведены из составов региональных командований. Первым командующим ССО указом Президента РК был назначен генерал-майор Журабаев Болат Жархумбаевич, боевой офицер с 2015 года возглавлявший департамент в Центре специальных операций, а с 2021 года возглавлял Департамент сил специальных операций Генерального штаба Вооруженных сил Казахстана. До службы в ВС РК Журабаев служил в Воздушно-десантных войсках Российской Федерации и участвовавал в первой чеченской войне.
29 декабря 2023 года, указом Президента Казахстана, Болат Журабаев был освобождён с должности командующего ССО по состоянию здоровья.
9 января 2024 года, указом Президента Казахстана, командующим ССО был назначен полковник Мырзахметов Айдос Сакенович.
Министерство обороны Казахстана не афиширует создание новых воинских частей Сил специальных операций. Но 30 декабря 2023 года стало известно об открытии военного городка войсковой части 20030 (тип формирования неизвестен), дислоцированную в городе Конаев Алматинской области, церемонию которой возглавлял генерал-майор Журабаев Болат. А 20 января 2025 года министр обороны Руслан Жаксылыков вручил боевое знамя новой войсковой части 36814 (тип формирования неизвестен) Сил специальных операций в Шымкенте.

## Состав Сил специальных операций

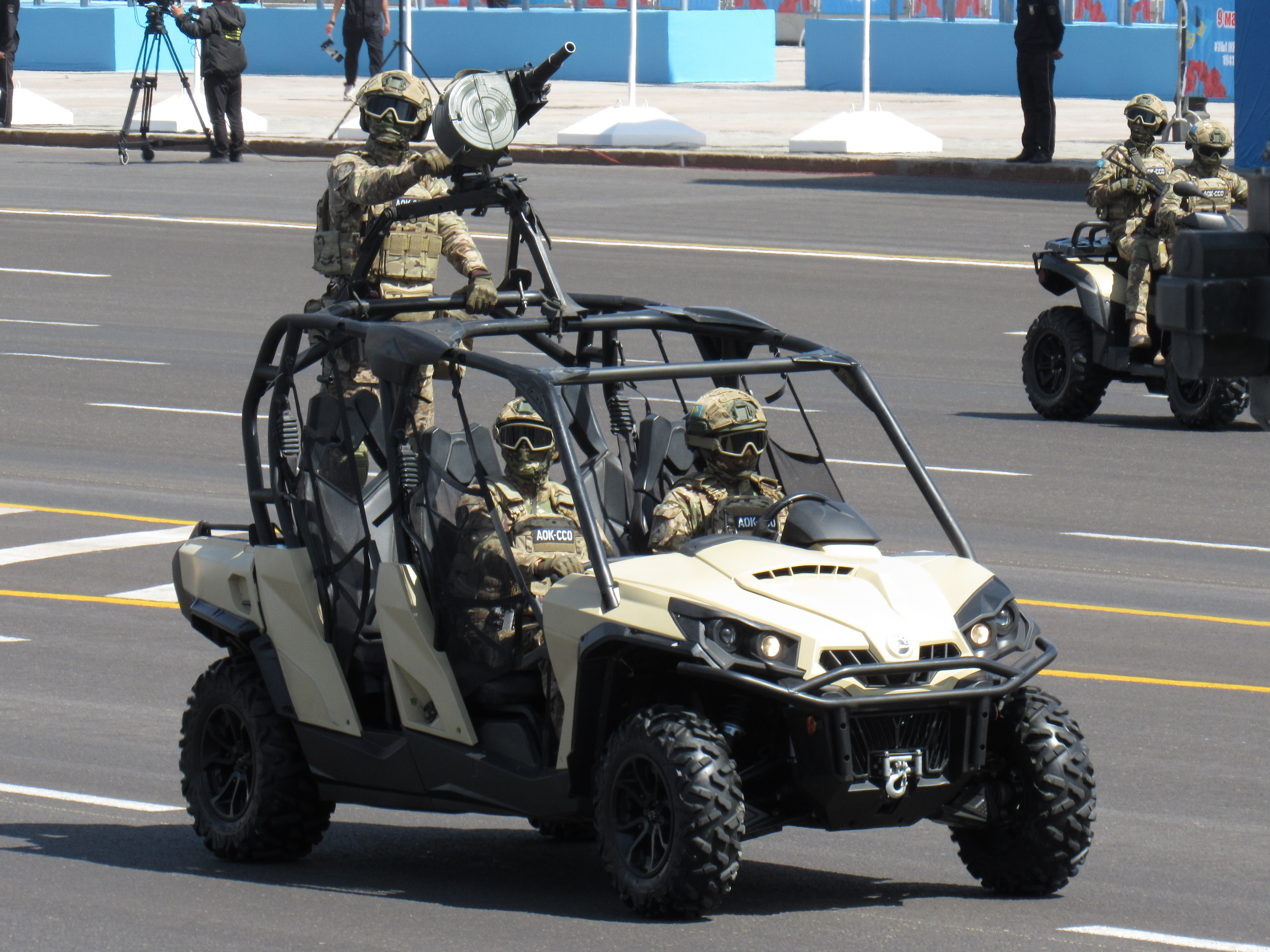
Бойцы Сил специальных операций в 5-местном багги производства компании Can-Am.
Астана. 7 мая 2025 года

На текущий момент в Силы специальных операций входят:
- Управление Командования Сил специальных операций (в/ч 32039) — Астана[17];
- N-ский разведывательный полк (в/ч 22750) — г. Астана;
- N-ский разведывательный полк (в/ч 44736) — г. Семей, Абайская область;
- N-ский разведывательный полк (в/ч 41433) — г. Атырау, Атырауская область;
- N-ский разведывательный полк (в/ч 32356) — г. Алматы;
- в/ч 20030 — г. Конаев, Алматинская область;
- в/ч 36814 — г. Шымкент, Туркестанская область.

## Командующие Сил специальных операций
- генерал-майор Журабаев Болат Жархумбаевич — 2015 — 29 декабря 2023 года;
- полковник Мырзахметов Айдос Сакенович — 9 января 2024 года — наст.время